# Instituto de Medicina Experimental de la Academia de Ciencias de la República Checa
El Instituto de Medicina Experimental de la Academia de Ciencias de la República Checa, es la institución líder en la República Checa para la investigación biomédica, en particular en la biología celular y la patología, la neurobiología, la neurofisiología, la neuropatología, toxicología del desarrollo y la teratología, la epidemiología molecular, farmacología molecular, Immunopharmacology, la investigación del cáncer, la embriología molecular, las células madre y la regeneración de tejido nervioso.
- Wikimedia Commons alberga una categoría multimedia sobre Instituto de Medicina Experimental de la Academia de Ciencias de la República Checa.

- Datos: Q19295525
- Multimedia: Institute of Experimental Medicine Czech Academy of Sciences / Q19295525